# 20-й окремий полк безпілотних систем «К-2»
20-й окремий полк безпілотних систем «К-2» (20 ОПБпС) — військове формування Збройних сил України., 18 серпня 2025 року перейшов у склад Сил Безпілотних Систем  
К-2 був розвідувальною групою спочатку у 92 ОМБр, а потім — у другому механізованому батальйоні 54 ОМБр, який згодом став батальйоном К-2. У грудні 2024 року почалося розширення батальйону до безпілотного полку.
К-2 відомий широким використанням БПЛА починаючи з ранніх етапів Російсько-української війни. Полк використовує літальні та наземні безпілотні системи для аеророзвідки, вогневих ударів, дистанційного мінування, логістики та евакуації з поля бою.
Командир — підполковник Кирило Верес.

## Історія

### Війна на сході України
Історія К-2 бере свій початок у лютому 2017 року. Тоді це була невелика розвідувальна група у лавах 92 ОМБр, яку очолював Кирило Верес (позивний К-2). Група налічувала коло десятка військовослужбовців та виконувала завдання на передовій у районі Мар’їнки та Красногорівки. Здебільшого це були бойові виходи в сіру зону й за лінію бойового зіткнення, засідки та вогневі нальоти на противника. Підрозділ одним із перших почав застосовувати дрони (DJI Phantom) для аеророзвідки переднього краю.
У січні 2018 року розвідувальна група К-2 перейшла до лав 54 окремої механізованої бригади. Група бере активну участь у бойових діях під Троїцьким та в районі Попасної, застосовуючи дрони DJI Mavic.
4 квітня 2019 року офіцер ЗСУ Анатолій Штефан повідомив, що бійці групи К-2 провели успішну атаку на позиції російських окупантів — знищена БМП і двоє окупантів.
Восени 2019 року в районі Золотого-5 підрозділ знищив російські міномети 120 та 82 калібру.
В липні 2019 року підрозділ знищив 4 одиниці броньованої та 19 одиниць колісної техніки. Також було знищено 20 окупантів.
18 травня 2020 з'явилося відео, як підрозділ знищив російський військовий «Урал», який постачав окупантам боєприпаси для обстрілу українських позицій.
У травні 2020 року бійці підрозділу розгромили одну із найукріпленіших позицій угруповання «Восток» під Донецьком.
У 2020 році другий механізований батальйон, у складі якого була група К-2, прибуває на ротацію у район Авдіївки та займає оборону в районі промзони та заводу «Зеніт». У цьому ж році Кирило Верес став заступником командира батальйону.
У 2021 році батальйон знову перемістився на рубіж Мар’їнка-Красногорівка. Тоді розвідники групи К-2 налагодили систематичну роботу з використання БПЛА Mavic та Autel, почалися випробування перших систем скидів із цих БПЛА для ураження російської піхоти та сепаратистських збройних формувань. К-2 вперше випробували зразок важкого ударного мультироторного бомбера «Кажан», відомого за загальною назвою «Баба Яга».

### Російське вторгнення в Україну
У середині березня 2022 року в ході повномасштабного російського вторгнення батальйон тримав оборону населеного пункту Мар'їнка на Донеччині. Батальйон зупинив просування росіян на південно-східні околиці міста, знищив два танки та дві БМП. Через атаку переважаючих сил противника та для вирівнювання лінії оборони й мінімізації втрат особового складу Кирило Верес вирішив відійти на другу лінію оборони. Наступного дня розпочався контрнаступ зведених підрозділів механізованих батальйонів на залишені раніше позиції, він завершився успіхом.
Уже у квітні майор Кирило Верес очолив батальйон, об’єднавши підрозділ ідеєю ефективного ведення бойових дій із використанням сучасних технологій та мінімізацією втрат особового складу, особливо серед піхоти. За час, поки батальйон К-2 тримав смугу оборони в районі Мар’їнка-Красногорівка, ворог не мав суттєвих успіхів на цій ділянці. 
5 квітня 2022 року підрозділ знищив колону російської техніки на Донеччині.
Із липня 2022 року батальйон воював під Сіверськом. На осінь 2023 року у лавах батальйону перебувало 1000 осіб.
Бійці К-2 стали головними «вартовими» Сіверського плацдарму відколи Сили оборони зупинили наступ росіян зі сторони Лисичанська. Відео на Youtube-каналі К-2 зібрали мільйони переглядів, зокрема операція з повернення позиції «Т-образка», де на відео з дрона зафіксовано, як танк бронегрупи К-2, відстрілявши боєкомплект, розчавив російських військових на їхніх же позиціях.
Батальйон К-2 став основою оборони Сіверська зі сходу, тримаючи смугу протяжністю до 12 км, яка розташована на схід від села Верхньокам’янське на межі Донецької та Луганської областей. Це була нетипово велика, як для одного лінійного батальйону, смуга відповідальності. Хоча довжину цієї ділянки можна було зрівняти зі смугами, які були відведені цілим бригадам, батальйону К-2 вдавалося не допускати суттєвих змін лінії фронту протягом 2,5 років оборони на смузі.
У травні 2024 року батальйон опублікував відео з відбиттям російського штурму українських позицій поблизу селища Верхньокам’янське, котре є «воротами» до околиць міста.

### Створення полку безпілотних систем
8 грудня 2024 року командир батальону Кирило Верес повідомив про створення окремого полку безпілотних систем на базі батальйону. За місяць К-2 отримав рекордні 7 тисяч заявок від охочих служити у новому полку, а станом на квітень 2025, за словами Вереса, до підрозділу надійшло понад 11 тисяч заявок. Разом із чотирма іншими безпілотними підрозділами К-2 увійшов до проєкту Лінія дронів.
14 травня підрозділ повідомив, що вже виконує бойові завдання у смузі відповідальності.
5 червня Верес оголосив про чотири успішні роботизовані евакуації поранених із суміжних підрозділів. Згодом на сторінках підрозділу зʼявилися відео, на яких наземні роботизовані комплекси К-2 підбирають поранених бійців та довозять до точки  евакуації медиками. На одному з відео видно, що під час евакуації по НРК з бійцем ведуть прицільний вогонь російські бомбери, однак жодному з пʼяти скидів не вдається вивести машину з ладу.
3 серпня 2025 року полк оголосив про формування першого в світі батальйону безпілотних наземних комплексів

## Безпілотні системи у К-2
Хоча К-2 був піхотним батальйоном, він став відомим саме через масове застосування розвідувальних та ударних БПЛА. Другий механізований батальйон К-2 був одним із перших підрозділів Сил оборони, де опановували та масштабували використання великих мультироторних бомберів Кажан та Vampire. Це дозволило здійснювати ефективне дистанційне мінування у сірій зоні, через що російська техніка масово підривалася на радянських протитанкових мінах ТМ-62, які скидалися з дронів.
У 2023 році в умовах дефіциту дронів Mavic та Autel К-2 починає одним із перших застосовувати FPV-дрони як бомбери. Під час операції в районі Соледара влітку 2023 року FPV-пілоти батальйону знищили десятки російських загарбників. Завдяки цьому піхота суміжного підрозділу змогла наступати та відновлювати позиції, мінімізуючи втрати.

Також батальйон К-2 започаткував використання «каруселі дронів», коли розвідувальні дрони чергують вильоти таким чином, щоб мати цілодобове спостереження за переднім краєм. Це дало зможу виявляти наступальні операції противника на зародковому етапі та знищувати ворога до того, як він досягне українських позицій.

## Структура
- Батальйон НРК[26]

## Командування
- підполковник Кирило Верес (з 2022)